# Gurbuz (huyện)
Gurbuz là một huyện thuộc tỉnh Khowst, Afghanistan. Dân số thời điểm năm 1999 là 13,488 người.